# Czakó György
Czakó György (Budapest, 1933. július 11. – 2023. február 9.) háromszoros magyar bajnok műkorcsolyázó, olimpikon.

## Pályafutása
Czakó György háromszoros felnőtt magyar bajnok műkorcsolyázó volt az 1950-es években. Gyermekorvos ajánlására 6 évesen kezdett el korcsolyázni. 1943-tól 1949-ig a Budapesti Korcsolyázó Egylet, 1949 és 1956 között a Csepeli Vasas versenyzője. Pályafutása során többször vett részt felnőtt Európa- és világbajnokságokon, szerepelt az 1952-es Olimpián és azon túl, hogy több nemzetközi verseny győztese, ezüstérmet nyert a varsói főiskolai világbajnokságon. Híres arról, hogy elneveztek róla egy ugrást, a Czakó ugrást. 1954-ben Jurek Eszterrel végzett a páros bajnokság harmadik helyén.
Amatőr pályafutását jégrevü követte, melyhez 1958-ban csatlakozott. A Magyar Jégrevü szólistájaként számos műsorban és egy filmben (Napfény a jégen) is szerepelt. A Jégrevü megszűnése után gépészmérnökként dolgozott egy tervező irodában. Munka utáni szabadidejét edzősködéssel töltötte. 1972 óta a mai napig műkorcsolyaedzőként tevékenykedik (Dunaújvárosi Kohász, BSE, Zuglói SE), jelenleg (1989 óta) a Budapesti Korcsolyázó Egylet elnöke. Tanítványa volt saját lánya is, Czakó Krisztina, aki az 1990-es években hétszeres magyar bajnok és Európa-bajnoki ezüstérmes lett.

## Eredmények
| Verseny          | 1950 | 1951 | 1952 | 1953 | 1954 | 1955 | 1956 |
| ---------------- | ---- | ---- | ---- | ---- | ---- | ---- | ---- |
| Olimpia          |      |      | 12.  |      |      |      |      |
| Világbajnokság   |      |      |      | 13.  |      |      |      |
| Európa-bajnokság |      |      | 8.   | 8.   |      | 9.   |      |
| Magyar bajnokság | 3.   | 1.   | 1.   |      | 1.   | 2.   | 2.   |
| OB páros         |      |      |      |      | 3.   |      | 3.   |
| Főiskolai VB     |      |      |      | 4.   |      |      | 2.   |